# Sela (Podčetrtek, Slovenija)
Sela je naselje u slovenskoj Općini Podčetrtku. Sela se nalazi u pokrajini Štajerskoj i statističkoj regiji Savinjskoj. 

## Stanovništvo
Prema popisu stanovništva iz 2002. godine naselje je imalo 109 stanovnika.